# Sikkingahuis
Het Sikkingahuis was een state in de binnenstad van Sneek.
Het pand stond aan de Kleine Kerkstraat op de locatie waar nu de conciërgewoning van het Kantongerecht staat. De state is gebouwd in 1560 en werd rond 1839 gesloopt. Mogelijk was het geslacht Sickinghe eigenaar van het pand.